# Graunackenschwärzling
Der Graunackenschwärzling (Nigrita canicapillus, Syn.: Nigrita canicapilla) ist eine afrikanische Vogelart in der Familie der Prachtfinken (Estrildidae). Es handelt sich um einen dunklen, waldlebenden Vogel mit einem grauen Oberkopf, einer schwarzen Stirn und hell gefleckten Flügeln. Es werden mehrere Unterarten unterschieden.
Die IUCN stuft den Graunackenschwärzling als nicht gefährdet (least concern) ein.

## Beschreibung
Graunackenschwärzlinge erreichen eine Körperlänge von 13 bis 14 Zentimeter. Sie haben einen schwarzgrauen Schnabel, eine schwarze Gesichtsmaske und einen hellgrauen Nacken. Das Federkleid ist ansonsten dunkelgrau. Die äußeren Schulterfedern, die großen Flügeldecken sowie die inneren Armschwingen sind weiß bis grau gefleckt. Der Bürzel ist weißlichgrau und heller als der Rücken. Bei einzelnen Individuen ist er gelegentlich dunkel gefleckt und gebändert. Weibchen und Männchen gleichen sich, allerdings haben Weibchen einen zierlicheren Schnabel. Der Schnabel ist schwarz, die Augen sind rot, die Beine sind dunkelbraun bis schwärzlich.
Jungvögel sind einheitlich dunkelgrau mit blassgrauen Augen.
Der Graunackenschwärzling kann mit dem Blassstirnschwärzling verwechselt werden. Der Graunackenschwärzling weist jedoch eine schwarze Stirn auf und dem Blassstirnschwärzling fehlen die weißen Tupfen auf den Flügeln, die für den Graunackenschwärzling charakteristisch ist.

## Verbreitungsgebiet und Lebensraum
Graunackenschwärzlinge sind von Sierra Leone bis nach Kenia und in südlicher Richtung bis nach Angola verbreitet.
Die Art kommt in licht bewaldeten Gebieten vor. Sie hat sich auch Kulturland erschlossen und kommt beispielsweise in Kaffee- und Kakaoplantagen, in Gärten oder im Gebüsch an Straßenrändern vor. In Liberia leben in Waldgebieten pro Quadratkilometer drei bis fünf Paare; in offeneren Gebieten sind es sogar drei bis neun Paare. Ähnliche Zahlen wurden für Gabun ermittelt. In der Regel werden Graunackenschwärzlinge einzeln oder paarweise beobachtet, sie sind aufgrund ihres Gefieders jedoch meist schwer auszumachen. Ihr Gesang ist meist der erste Hinweis, dass Graunackenschwärzlinge in der Nähe sind. In Ostafrika reicht ihre Höhenverbreitung bis 2.100 Meter, im Gebiet der Virunga-Vulkane sogar bis 2.600 Meter. In Wäldern Liberias kommen drei bis fünf Brutpaare und in den Wäldern Gabuns fünf bis sechs Brutpaare pro Quadratkilometer.

## Lebensweise
Graunackenschwärzlinge leben paarweise oder in kleinen Familiengruppen. Meist halten sich Graunackenschwärzlinge in den oberen Baumwipfeln auf. Sie sind häufig auch in Gesellschaft von Nektarvögeln zu beobachten. Ihre Nahrung besteht in erster Linie aus Insekten wie Larven und kleinen Raupen sowie aus Ameisen und Termiten. Daneben fressen sie auch kleine Sämereien und Schalen der Ölpalmenfrüchte.
Graunackenschwärzlinge sind Freibrüter, die ihre großen Kugelnester in Gebüsch bauen. Als Baumaterial nutzen sie Kokos- und Sisalfasern, Gräser, Moose, andere Pflanzen sowie Tierwolle. Das Weibchen legt vier bis sechs Eier, die zwölf bis 13 Tage bebrütet werden. Die Brutzeit variiert in Abhängigkeit vom Verbreitungsgebiet. In einigen Regionen, beispielsweise in Tansania, wo Gelege bislang nur im Januar gefunden wurden, brüten Graunackenschwärzlinge nur in einigen Monaten. In Kenia und der Demokratischen Republik Kongo brüten Graunackenschwärzlinge ganzjährig.

## Unterarten
Neben der zuerst in die Gattung Aethiops gestellten Nominatform sind fünf weitere Unterarten bekannt:
- Nigrita canicapillus emiliae Sharpe, 1869
- Nigrita canicapillus schistaceus Sharpe, 1891
- Nigrita canicapillus diabolicus (Reichenow & Neumann, 1895)
- Nigrita canicapillus angolensis Bannerman, 1921
- Nigrita canicapillus candidus Moreau, 1942

Nigrita canicapillus sparsimgutatus Reichenow, 1892 wird heute als Synonym zu N. c. schistaceus betrachtet.

## Haltung
Die ersten Graunackenschwärzlinge wurden zu Beginn der 1930er Jahre im Londoner Zoo gehalten. Weitere Importe nach Großbritannien fanden 1948 und 1965 statt. Erst 1973 wurden Graunackenschwärzlinge in die Schweiz, Österreich und nach Deutschland importiert. Der Bedarf der Vögel nach einer vielseitigen Ernährung mit Insekten kann von erfahrenen Pflegern heute befriedigt werden. Trotzdem gelingt die Nachzucht nur sehr selten.

## Belege

### Einzelbelege
1. ↑  Fry et al., S. 255.
2. ↑  Nicolai et al., S. 40.
3. ↑  Fry et al., S. 255.
4. ↑  Nicolai et al., S. 41.